# Old Byland
Old Byland – wieś w Anglii, w North Yorkshire. Leży 12,6 km od miasta Thirsk, 34,5 km od miasta York i 314,6 km od Londynu. W 1961 roku civil parish liczyła 68 mieszkańców. Old Byland jest wspomniana w Domesday Book (1086) jako Begeland.